# Josef Klemens Kaufmann

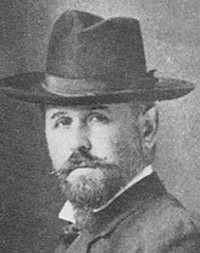
Josef Klemens Kaufmann

Josef Klemens Kaufmann (* geb. 7. Februar 1867 in Luzern; gest. 21. November 1926 in Zürich) war ein Schweizer Landschafts-, Figuren-, Militär- und Tiermaler.

## Leben und Werk
Josef Klemens Kaufmann besuchte von 1883 bis 1885 die École des Beaux-Arts in Genf. Sein Lehrer für figürliches Zeichnen und Malen war Barthélemy Menn. Ein weiterer Lehrer war der Graveur, Medailleur, Bildhauer und Designer Hugues Bovy (1903–1841). Anschliessend arbeitete Kaufmann im Atelier von Luc-Olivier Merson und Benjamin Constant in Paris.
Kaufmann begann sich auch der Figuren- und Tiermalerei zu widmen. Zudem unternahm er Studienreisen nach München, Berlin, Wien und Italien. 1889 liess er sich in Luzern nieder und heiratete 1900 Barbara Josepha Karolina, geborene Weber.
In Genf erhielt er für seine Werke mehrere Medaillen und nahm an zahlreichen Turnusausstellungen des Schweizer Kunstvereins teil. Von 1894 bis 1912 gehörte Kaufmann dem Vorstand der Kunstgesellschaft Luzern an. Zudem gründete er 1906 die Schweizerische freie Künstlervereinigung, Secession, deren Präsident er bis 1919 war. Sein Nachfolger war Theodor Volmar. Von 1907 bis 1909 war Josef Klemens Kaufmann Mitglied der Eidgenössischen Kunstkommission. Ab 1916 lebte er in Zürich.

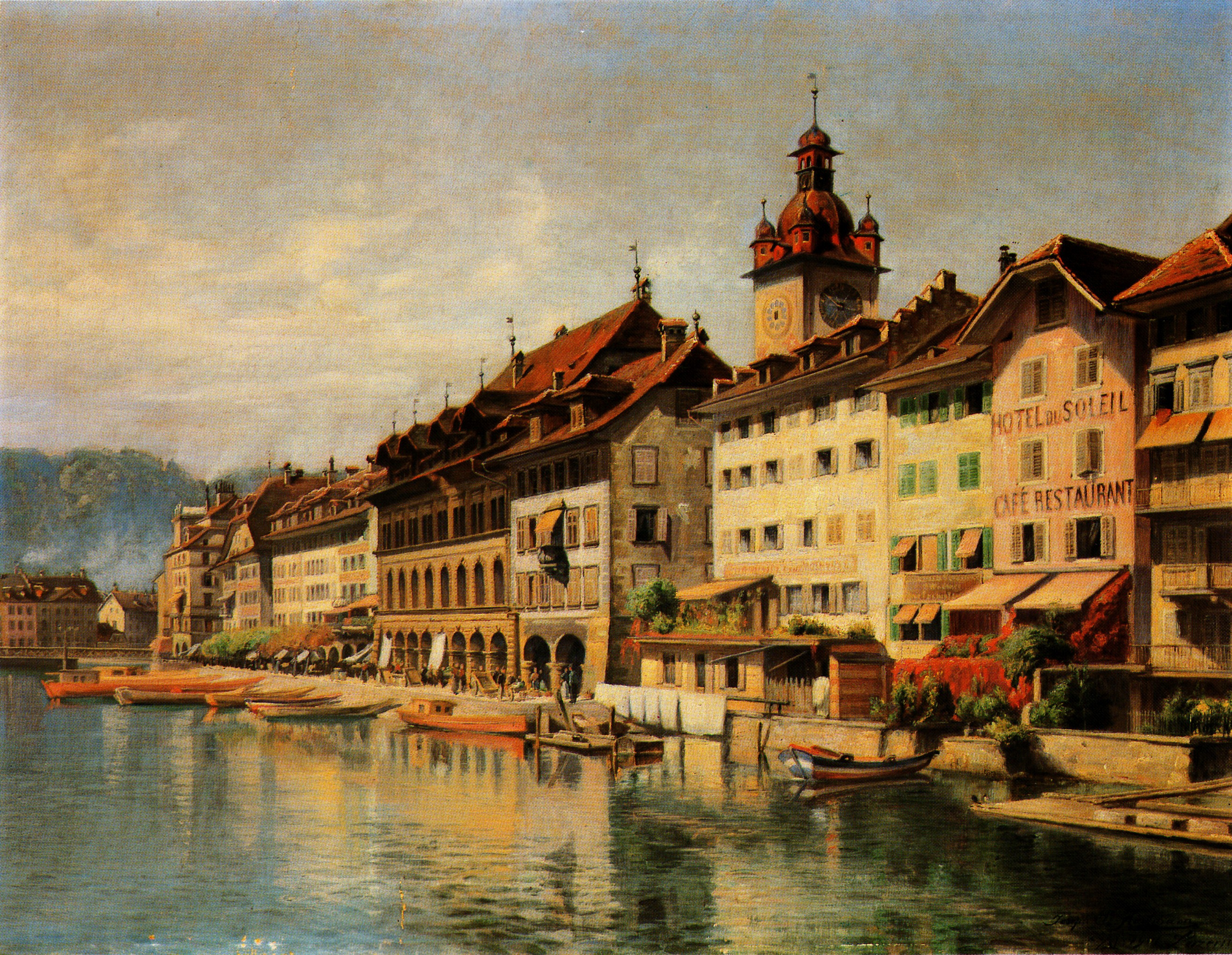
Rechtes Reussufer mit Rathaus Luzern
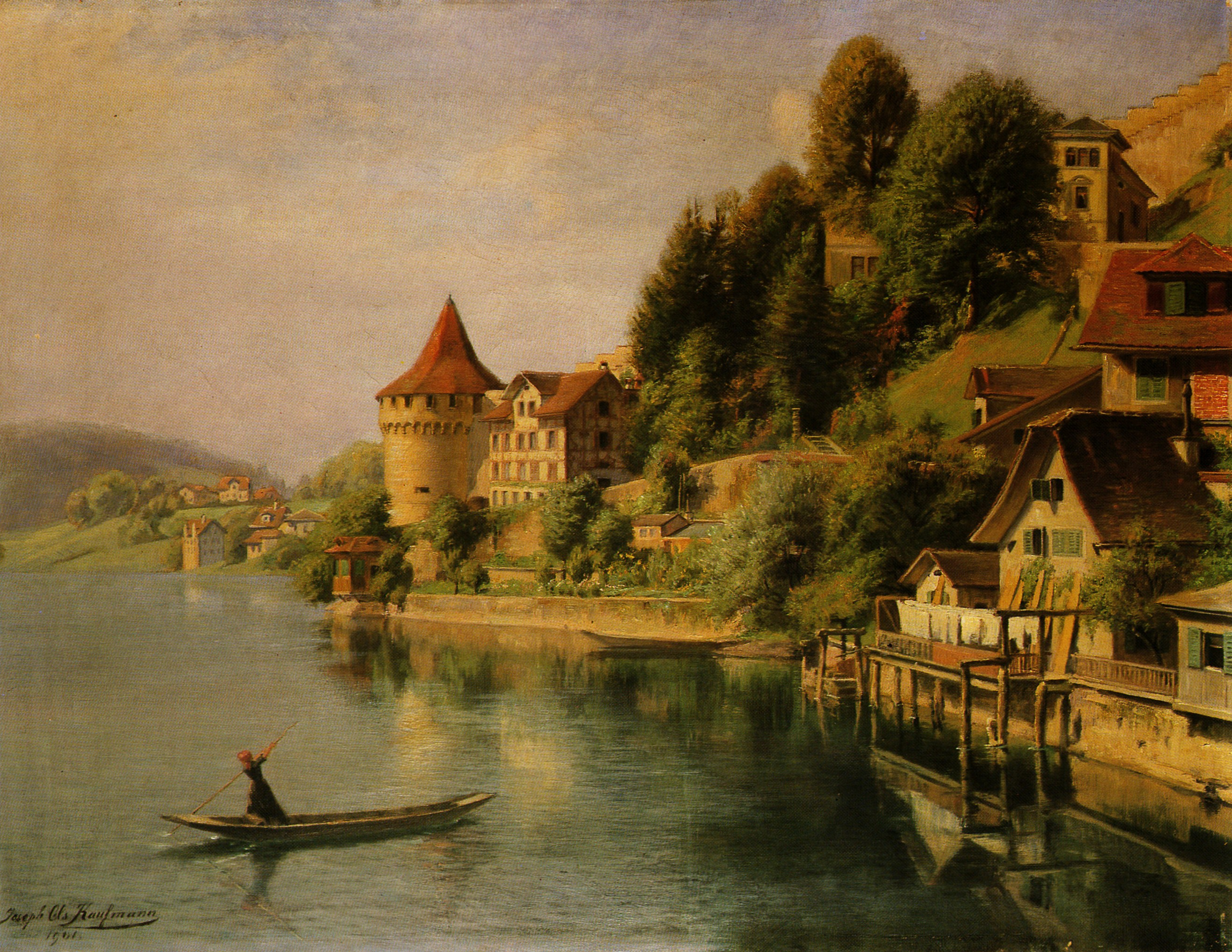
Rechtes Reussufer zwischen Mühleplatz und Nölliturm in Luzern
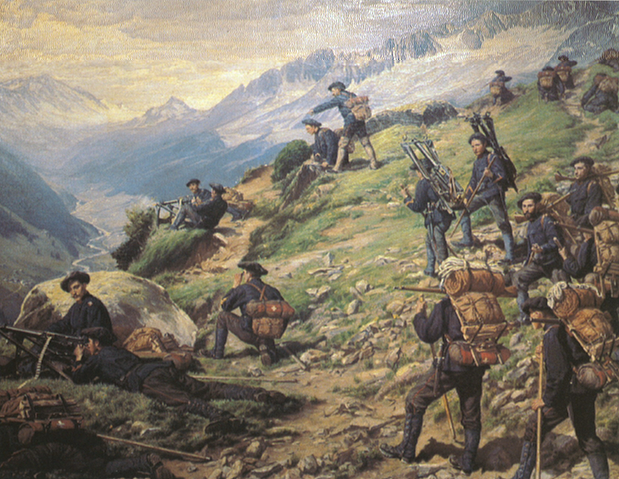
1896, Schweizer Militär
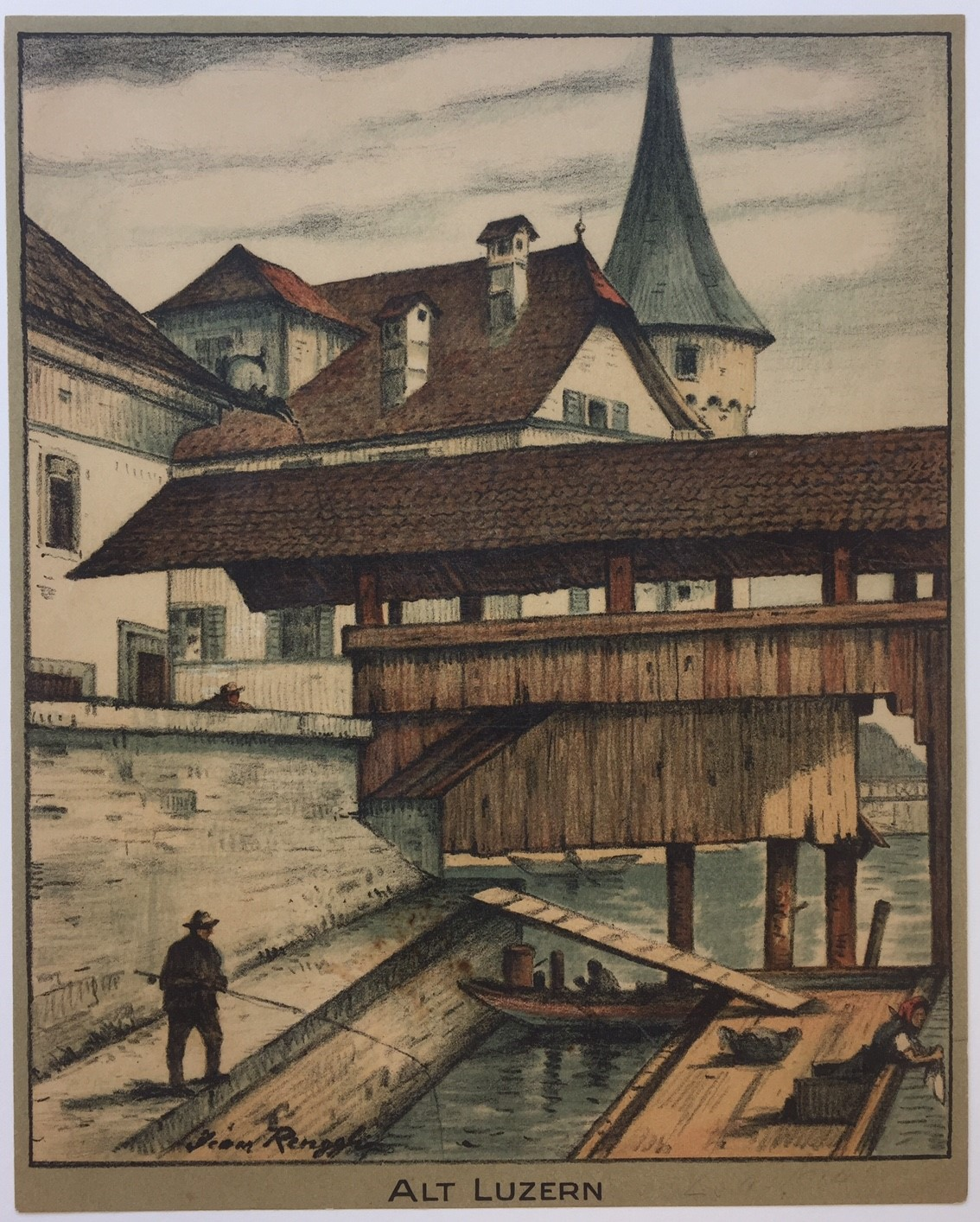
1920, Kapellbrücke in Luzern